# سيد آيرلادند
سيد آيرلادند (بالإنجليزية: Sid Ireland)‏ (1889 في المملكة المتحدة - ) هو لاعب كرة قدم بريطاني (وحمل سابقاً جنسية المملكة المتحدة لبريطانيا العظمى وأيرلندا) في مركز الدفاع. لعب مع مانشستر يونايتد ونادي ساوثهامبتون وMerthyr Town F.C. ‏.